# Ryōka Shima
Ryōka Shima (涼香 島 Shima Ryōka?) es una seiyuu japonesa nacida el 29 de abril de 1972.

## Roles interpretados
- Angel Blade (OVA) como Shaiya/Angel Anda.
- Angel Blade Punish(OVA) como Shaiya/Angel Anda.
- Cyber Team in Akihabara como Hibari Hanakoganei.
- Dragon Knight: The Wheel of Time (OVA) como Nereid.
- G-On Riders (TV) como Yuuki Kurama.
- Gate Keepers (TV) como Yasue Okamori.
- Happy Lesson (OVA) como Fumitsuki Nanakorobi.
- Happy Lesson como Fumitsuki Nanakorobi.
- Happy Lesson, 2º Temporada  como Fumitsuki Nanakorobi.
- Kaleido Star como algunos papeles menores.
- Kaleido Star: Leyenda del Fenix ~Layla Hamilton Story~ (OVA) como Macquarie.
- Mahou Yuugi como Pipin.
- R.O.D como Chigusa Iwata.
- Super Gals como Rie Aihara.